# 多伦多哈士奇
多伦多哈士奇队（英語：Toronto Huskies）是美国篮球协会（BAA，国家篮球协会（NBA）的前身）的一支球队。多伦多哈士奇队建立于1946年，主场位于加拿大安大略省的多伦多市，於1947年夏天解散。多伦多哈士奇队在BAA的唯一一个赛季中取得22胜38负的成绩，故未能打入季后赛。

## 球队历史
多伦多哈士奇队是BAA的11个初期成员之一，也是当时唯一支位于加拿大的球队（1947年哈士奇队解散退出BAA后，NBA直到50年后的1995-96赛季才迎来加拿大球队的回归）。1946年11月1日，BAA将联盟的第一场比赛安排在哈士奇的主场枫叶花园举行，对手是纽约尼克斯。这场比赛被认为是NBA历史上的第一场比赛。7090名观众涌入球馆观看了这场比赛，尼克斯以68-66取得了最后的胜利。
后来球队决定，只允许高于队内最高的球员乔治·诺斯特兰德 (George Nostrand)（6尺8寸）的观众免费入场，导致入场人数大幅下降与票房流失，也成为后来球队倒闭的原因之一。
球队的老板是埃里克·科莱多克和哈尔奥德·沙尔曼，他们聘请锡拉丘兹大学的前篮球明星卢·黑尔曼(Lew Hayman)作为球队的经理。明星球员艾德·薩多夫斯基是球队的第一任教练，身兼球员与教练二职。不过球队的成绩并不如意，他指责球员间的不团结是球队成绩不好的主要原因，并且最终选择离开了球队。此后黑尔曼请来前MLB球员雷德·罗尔夫(Red Rolfe)作为主教练，但球队终究未能打入季后赛。
黑尔曼用请求离队的沙多斯基，换来当时联盟得分高手之一，克里夫兰反叛者的里奥·莫古斯。而在1947年2月，哈士奇队又得到了全联盟最高的7尺1寸的中锋拉尔夫·斯沃特(Ralph Siewert)。不过斯沃特除了身高便一无是处，场均得分只有1.1分，而且投篮命中率是队内最低的。整个赛季，球队得分最多的是迈克·麦克卡伦(Mike McCarron)，他在60场比赛中总共拿下649分。仅仅为哈士奇打了10场比赛的沙多斯基场均得分最高，为19.1分。球队里只有汉克·比尔萨蒂和斯诺·索夫伦(Gino Sovran)两名加拿大球员，他们都只为球队打了6场比赛。
成绩
| 赛季                | 胜                  | 负                  | 胜率                | 季后赛              | 最后结果            |
| 多伦多哈士奇（BAA） | 多伦多哈士奇（BAA） | 多伦多哈士奇（BAA） | 多伦多哈士奇（BAA） | 多伦多哈士奇（BAA） | 多伦多哈士奇（BAA） |
| ------------------- | ------------------- | ------------------- | ------------------- | ------------------- | ------------------- |
| 1946-47             | 22                  | 38                  | 36.7%               | 無                  |                     |

## 参看
- 已不存在的NBA球队列表，NBA
- 1946-47 Toronto Huskies（页面存档备份，存于）
- The First Game—NBA.com